# WebM

WebM é um formato de vídeo, aberto e livre de royalties, desenvolvido para fornecer vídeo de alta qualidade, em desenvolvimento pela Google. Um arquivo WebM consiste em um fluxo de vídeo VP8 (desenvolvido pela On2 Technologies) ou VP9 (desenvolvido pela Google) e um fluxo de áudio Ogg Vorbis ou Opus num arquivo recipiente Matroska.
No WebM é definida a estrutura de um arquivo, funcionando como contentor, ou container, onde estão contidos streams de formatos de vídeo e áudio. Os vídeos são streams no formato do codec VP8 ou VP9 e o áudio no formato do codec Vorbis ou Opus. A estrutura do WebM é baseada no padrão de containers para formatos de multimídia Matroska.
O codec VP8, utilizado no projeto, foi desenvolvido pela empresa On2, adquirida em 19 de Março de 2010 pela Google, o formato é apoiado pelas fabricantes de browsers Mozilla e Opera.